# حزب الوسط (مصر)
حزب الوسط هو حزب سياسي مصري يصنف كيمين وسط ذو مرجعية إسلامية، ترجع فكرة تأسيسه إلى مجموعة من قيادات الحركة الطلابية في السبعينات، وقيادات النقابات المهنية المنتمين للتيار الإسلامي ومعظمهم كانوا أعضاء في جماعة الإخوان المسلمين، ثم انفصلوا عنها عام 1996، وتقدموا بطلب للجنة شئون الأحزاب لإنشاء حزب سياسي يحمل اسم حزب الوسط ثلاثة مرات في أعوام 1996، 1998، و 2004 وتم رفض الطلبات الثلاثة، وبناء على هذا الرفض تقدم الحزب بطعن على قرار اللجنة أمام دائرة شئون الأحزاب بمجلس الدولة المصري، وبعد ثورة 25 يناير وتحديدا في 19 فبراير 2011 قضت الدائرة بالسماح بإنشاء الحزب، وإلغاء قرار لجنة شئون الأحزاب بالاعتراض على تأسيس الحزب.
يقع المقر الرئيسي لحزب الوسط في مدينة القاهرة، ويترأسه المهندس أبو العلا ماضي، ويتبنى حزب الوسط مبدأ المرجعية الإسلامية، التي تؤمن بالإسلام باعتباره نظاما سياسياً للحكم، ويهدف الحزب إلى إطلاق الحريات العامة وتحقيق إصلاحات سياسية ودستورية، وتحقيق استقلال القضاء، وإلغاء حالة الطوارئ، وإقرار التعددية الفكرية والسياسية وتعزيز الديمقراطية، كما يؤمن بالحرية الاقتصادية مع تحقيق العدالة الاجتماعية، بالإضافة إلى إجراء إصلاحات في مجالات الصحة والتعليم، وتدعيم الهوية الثقافية المصرية داخل انتمائها العربي والإسلامي.

## التاريخ
بدأت فكرة مشروع حزب الوسط نتيجة لتطورات فكرية لمجموعة من شباب الحركة الإسلامية في مصر رأت أنه بات من الضروري تكوين تجربة حزبية سياسية مدنية تترجم المشروع الحضاري العربي الإسلامي، والتقت مجموعة من هؤلاء في نهاية عام 1995 على أن يترجموا هذه الفكرة إلى مشروع واختاروا له اسم حزب الوسط، وانتهت هذه المجموعة من صياغة البرنامج، وتم جمع عدد من المؤسسين ضم عدد من المسيحيين والسيدات، وتقدمت فعلاً في 10 يناير 1996 بطلب تأسيس الحزب إلى لجنة شئون الأحزاب، وقوبل هذا الطلب بالرفض.
قامت ضجة إعلامية كبيرة حول الحزب في كل وسائل الإعلام، وثارت تساؤلات حول أهداف الحزب ومعنى مرجعيته الإسلامية.
في يوم 13-5-1996 أصدرت لجنة الأحزاب بمجلس الشورى قرارا برفض قيام حزب الوسط.
في يوم 26/5/1996 قدم الدكتور محمد سليم العوا بصفته المحامي الأصلي لوكيل المؤسسين طعنا في قرار لجنة الأحزاب أمام محكمة الأحزاب. وتم تداول القضية أمام محكمة الأحزاب حتى صدر حكم المحكمة بالرفض في 9/5/1998، بعد أقل من يومين من تاريخ الرفض أي في يوم 11/5/1998 تقدم وكيل مؤسسي حزب الوسط بطلب جديد بمشروع وبرنامج جديد باسم حزب الوسط المصري والذي ضم عدد أكبر من المؤسسين الجدد عن المرة الأولى. نجح المؤسسون في رسم صورة واضحة عن المشروع من حيث استقلاله عن الإخوان المسلمين وسعيه لأن يكون حزب مدني ذو مرجعية إسلامية ومستقل ويعبر عن شريحة واسعة من المواطنين المصرين بشكل أوسع من فكرة جماعة دينية دعوية. وتم رفض المشروع أيضا من لجنة الأحزاب وتقدم المؤسسون إلى محكمة الأحزاب التي لم يمهل رئيسها المحامين والمؤسسين الوقت المطلوب للدفاع وأصر على الحكم في أخر جلسة له في المحكمة ليخرج من الخدمة القضائية بعدها وبالطبع كان الحكم رفض قيام الحزب.
لم يستكين أو يستسلم مؤسسو فكرة حزب الوسط عقب الحكم. بل ساهموا في كل الأنشطة السياسية والثقافية والفكرية والحوارية سواء على المستوى المحلي (في مصر) أو العربي والدولي وذلك تمهيدا لمرحلة جديدة في مسيرته.
تطورت أفكار المؤسسين ونضجت أكثر مع الوقت حتى تم بلورة المشروع الأخير باسم حزب الوسط الجديد وتم التقدم به رسميا يوم 17 /5 / 2004 وقد ضم عدد أكبر من المؤسسين من المحاولتين الأوليتين، المحاولة الأولى 74 مؤسسا والمحاولة الثانية 93 مؤسسا والمحاولة الثالثة 200 مؤسس منهم 7 أقباط و 44 فتاه وسيدة. وضم في هذه المرة عدد من الرموز الفكرية والسياسية والثقافية المهتمة أمثال المفكر الكبير د.عبد الوهاب المسيري والسياسي المخضرم فكري الجزار الملقب بشيخ المستقلين في البرلمان المصري لعدة دورات وعدد من أساتذة الجامعات والقضاة والمحامين والمهنيين ورجال الأعمال والعمال والفلاحين... الخ. كعادتها رفضت لجنة الأحزاب الحزب بحجة عدم تقديمه للجديد في برنامجه. وبناء على هذا تقدم حزب الوسط بطعن على قرار اللجنة أمام محكمة الأحزاب بمجلس الدولة. العدد 11780
تم تداول الطعن أمام محكمة الأحزاب والتي قامت بدورها بإحالته إلى هيئة مفوضي الدولة لإعداد تقرير بالرأي القانوني، وقد انتهت تلك الهيئة برئاسة المستشار/ فريد نزيه تناغو نائب رئيس مجلس الدولة إلى رأى الحق والقانون معاً، إذ أوصى بضرورة إلغاء قرار لجنة شئون الأحزاب السياسية المطعون عليه وما ترتب عليه من أثار أخصها تمتع حزب الوسط بالشخصية الاعتبارية، وقد رأى سيادته أن برنامج حزب الوسط متميزاٌ عن سائر الأحزاب القائمة تميزاً ظاهراً. حين فوجئ محامو الحكومة بنتيجة التقرير على الوجه السالف، شككوا فيه وطلبوا إعادته مرة أخرى فلم تستجب لهم المحكمة، وحجزت الدعوى للحكم بجلسة 4/2/2006 م.
في جلسة أبريل 2006 وفي خطوة غبر متوقعة أُعيدت الدعوى للمرافعة لجلسة 3/6/2006 م وذلك بسبب ما قدم إليها من طلب الحكومة التي ضغطت على سبعة أقباط مؤسسين لإلغاء توكيلاتهم وانسحابهم من الحزب. ولقد أصدر الحزب بيان بهذا الصدد. في يوم السبت الموافق 19 فبراير 2011 قضت دائرة شئون الأحزاب برئاسة المستشار محمد عبد الغنى، رئيس مجلس الدولة، بالسماح بإنشاء حزب الوسط، وإلغاء قرار لجنة شئون الأحزاب الصادر في 16 أغسطس 2009 بالاعتراض على تأسيس حزب الوسط، وما يترتب على ذلك من آثار أخصها تمتع الحزب الشخصية الاعتبارية وممارسة نشاطه السياسي، اعتباراً من اليوم من تاريخ صدور هذا الحكم.

## الهيكل التنظيمي

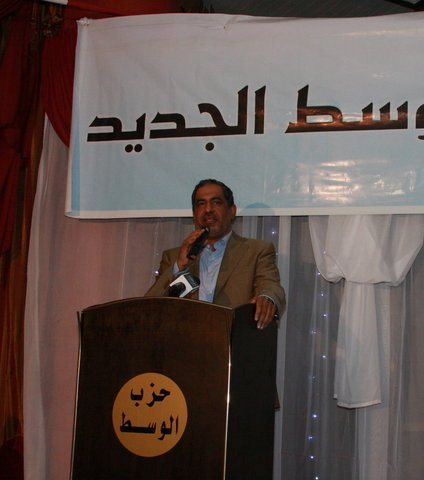
أبو العلا ماضي، رئيس حزب الوسط المصري

أبو العلا ماضي هو رئيس حزب الوسط كان عضواً بجماعة الإخوان المسلمين في مصر وانشق عنهم عام 1995، ولد في مدينة المنيا جنوب مصر في 3 أبريل 1958، انتخب رئيساً لاتحاد طلاب جامعة المنيا في الفترة بين عامي 1977 و1979، وانتخب كذلك كنائب أول لرئيس اتحاد طلاب مصر في الفترة بين عامي 1978 و1979، حصل على شهادة بكالوريوس هندسة الميكانيكا من كلية الهندسة جامعة المنيا سنة 1984 وحصل كذلك على شهادة ليسانس الحقوق من كلية الحقوق جامعة القاهرة سنة 2008.

## القيادات
تضم الهيئة العليا لحزب الوسط 30 عضواً، وتم تكوينها في مارس 2012 ويرأس الحزب أبو العلا ماضي، وفيما يلي أسماء أعضاء الهيئة العليا: